# ImageShack
ImageShack is een Amerikaanse hostingprovider die het via haar website mogelijk maakt om afbeeldingen te bewaren. De website kan worden gebruikt om plaatjes te uploaden of te downloaden, maar ook om geüploade afbeeldingen op andere websites (3rd-party websites) te plaatsen via een hotlink of dieplink. Op de website wordt gesteld dat de afbeeldingen eeuwig beschikbaar zullen zijn. De afbeeldingen kunnen in grootte worden veranderd nadat deze online zijn opgeslagen.
De site biedt ook tools aan (zoals een Firefox-extensie) om afbeeldingen snel te uploaden. Daarnaast biedt de site andere softwareontwikkelaars de mogelijkheid toepassingen voor ImageShack te ontwikkelen.
De website wordt vooral gebruikt bij internetfora en profielsites. Aanvankelijk was het gebruik van ImageShack gratis, maar sinds begin 2014 is een betalend abonnement vereist.